# إيان كوك
إيان كوك (بالإنجليزية: Ian Cook)‏ (26 أغسطس 1924 - ) هو مدرب كرة قدم ولاعب كرة قدم بريطاني في مركز الهجوم. لعب مع نادي دمبرتون ونادي غرينوك مورتون.